# The Love Nest (pel·lícula de 1923)
The Love Nest és un curtmetratge de comèdia estatunidenc mut del 1923 escrit i dirigit i protagonitzat per Buster Keaton.

## Trama
Per tal d'escapar de la seva vida i del seu amor perdut, Keaton marxa en la seva petita barca, Cupido, però xoca amb el vaixell balener, El niu de l'amor. El despietat capità del balener (Joe Roberts) llança els membres de la tripulació per la borda fins i tot per la més mínima ofensa.
Després que el seu administrador aboqui accidentalment te calent sobre la mà del capità, el capità el llança per la borda i el substitueix per Keaton. Malgrat una sèrie de contratemps, Keaton aconsegueix evitar el destí d'altres tripulants.
Però Buster vol escapar i talla un forat al casc per enfonsar el vaixell. Acobla a la part posterior d'una plataforma que desconeix que és un objectiu per a la pràctica d'artilleria naval.
Buster es veu llançat cap al cel; estil d'ala d'àngel.
Buster es desperta en el seu propi vaixell Cupido, que mai havia sortit del moll.

## Repartimentt
- Buster Keaton - Buster Keaton
- Joe Roberts - Capità del balener
- Virginia Fox - La noia